# Dolignon
Dolignon é uma comuna francesa na região administrativa de Altos da França, no departamento de Aisne. Estende-se por uma área de 3,38 km². Em 2010 a comuna tinha 49 habitantes (densidade: 14,5 hab./km²).